# Tapa na Pantera
Tapa na Pantera é um curta-metragem brasileiro de ficção produzido em 2006 e dirigido por Esmir Filho, Mariana Bastos e Rafael Gomes. O filme conta a história de uma senhora usuária de maconha há trinta anos e que fala sobre suas experiências com a droga. É protagonizado pela atriz Maria Alice Vergueiro, com produção da Substância Filmes/Ioiô Filmes, edição de Rafael Gomes e fotografia de Esmir Filho e Mariana Bastos. O título do curta se deve ao fato de a personagem explicar que fumar maconha é como dar um "tapa na pantera": o animal se encontra quieto e de repente desperta. Segundo a Maria Alice, a expressão já existia e era usada nos anos 60 e a personagem interpretada por ela seria justamente o inverso da imagem que temos de pessoas idosas conservadoras. Tapa na Pantera foi apresentado no 14° Festival de Gramado, na categoria independente.

## Repercussão
O curta obteve grande sucesso na internet em menos de uma semana, quando foi colocado no site YouTube sem a permissão dos autores. Nesse curto tempo, foi assistido por cerca de 235 mil internautas. O sucesso explica-se pelo humor contido no filme, como quando a personagem declara que fuma no cachimbo porque o que faz mal não é a droga em si, e sim o papel; assim como outros momentos em que a atriz Maria Alice Vergueiro interpreta a senhora em estado de êxtase. A personagem foi criada pela atriz. No YouTube, muitos pensaram que o vídeo era verídico. O sucesso foi tanto que os produtores realizaram outros vídeos, também incluídos no YouTube. Em um, a personagem fala com uma amiga se ela viu o vídeo no YouTube e fala também para deixarem recados em seu perfil, falso, no orkut. Falso porque a personagem declara não possuir computador, uma ironia demonstrada pelo fato de ela fazer sucesso, justamente, por esse meio.